# Никитин, Владимир Петрович
Владимир Петрович Никитин (11 мая 1951 — 19 августа 2024, Москва) — российский политик. Депутат Государственной думы Российской Федерации (1995—2007). Член комитета Государственной думы по бюджету и налогам.

## Биография
Родился 11 марта 1951 года в Могилевской области (Белорусская ССР). Образование высшее — Московский государственный университет им. М. В. Ломоносова, экономический факультет (1975) и аспирантуру (1978), кандидат экономических наук.
В 1978—1993 годах занимался преподавательской и научной деятельностью в высших учебных заведениях Белоруссии и России (с 1986 г. в Калининградской области).
В 1990—1993 годах избирался депутатом и заместителем председателя Калининградского областного Совета народных депутатов. Один из основателей и руководителей Калининградского общества культуры «Русь».
В марте 1994 года избран депутатом Калининградской областной думы, возглавлял комиссию по бюджету, вопросам экономической, финансовой и налоговой политики.

### Депутат госдумы
В декабре 1995 года избран депутатом Государственной думы II созыва по одномандатному округу, совпадающим со всей территорией Калининградской области (выдвинут избирателями), входил в депутатскую группу «Народовластие», возглавлял подкомитет по валютному и таможенному регулированию, внешнему долгу, драгоценным металлам и камням Комитета по бюджету, банкам и финансам, с июня 1998 года заместитель председателя Комитета.
В декабре 1999 года избран депутатом Государственной думы III созыва от Калининградской области по одномандатному округу, входил в состав депутатской группы «Регионы России», возглавлял Комиссию по государственному долгу и зарубежным активам Российской Федерации.
В декабре 2003 года избран депутатом Государственной думы IV созыва по одномандатному округу (выдвинут избирателями), входил в состав фракции «Родина», работал заместителем председателя Комитета по бюджету и налогам.
В 1997—2007 годы избирался депутатом Парламентского Собрания Союза Беларуси и России (по квоте Государственной Думы РФ), возглавлял Комиссию по бюджету и финансам. С января 2008 года по июнь 2018 года работал заместителем Ответственного секретаря Парламентского Собрания Союза Беларуси и России.
Награждён орденами «Дружбы» и «Почета», медалями «В память 850-летия Москвы» и «В память 300-летия Санкт-Петербурга», Почетным Знаком Государственной Думы «За заслуги в развитии парламентаризма», Почётной Грамотой Национального Собрания Республики Беларусь.
Скончался 19 августа 2024 года в Москве в возрасте 73 лет.